# 锡古尼
锡古尼（Sigourney）是美国艾奥瓦州基奥卡克县的城市和县城。2010年人口普查时人口为2059人。

## 历史
基奥卡克县在1843年开放白人定居，1844年当S.A.詹姆斯建造了第一个小木屋时，该城镇开始了。 其他家庭也开始在那里定居，并于1844年由县委员乔治·希尔森（George H.Sstone）博士命名，以纪念流行的诗人丽迪娅•西格妮（Lydia Sigourney）。 丽迪娅的大型油画肖像仍然挂在县法院的门厅。